# 대활자본 제작 보급 사업
대활자본 제작 보급 사업은 노안 때문에 독서에 불편함이 있는 시민들을 위해 대활자본(큰글자책)을 제작 또는 구입하여 공공도서관에 보급하는 사업이다. 대활자본(큰글자책)은 도서관 빅데이터 시스템(도서관 정보나루)를 활용한 50대 이상 이용자 인기대출 도서목록과 대형서점 판매통계자료를 참고하여 심사 대상을 선별하며 도서관계, 출판계 전문가의 심사를 통해 최종 선정된다. 대활자본(큰글자책)은 보다 편안한 독서가 될 수 있도록 일반도서보다 글자크기가 약 1.5배 큰 15포인트로 제작한다. 이 사업은 국고보조금 사업으로 2009년부터 문화체육관광부의 지원을 받아 한국도서관협회에서 진행하고 있으며, "문학관, 도서관에 문학작가 파견 사업" 내 작은 사업을 시작해 2011년부터 단독사업으로 편성되어 현재에 이르고 있다.

## 사업 연혁
- 2018년 대활자본 제작 보급 사업[2]

- 내용 : 21종 22책 선정, 전국 공공도서관 1,058개관 배포
- 2017년 대활자본 보급 확대 사업[4]

- 내용 : 23종 24책 선정, 공공도서관 700개관 배포
- 2016년 대활자본을 활용한 독서 활성화 사업[5]

- 내용 : 14종 15책 선정, 공공도서관 600여 개관
- 2015년 대활자본을 활용한 독서 활성화 사업[6]

- 내용 : 21종 22책 선정, 공공도서관 104개관
- 2014년 대활자본을 활용한 노인 독서 활성화 사업[7]

- 내용 : 22종 24책 선정, 공공도서관 245개관
- 2013년 대활자본을 활용한 노인 독서 활성화 사업

- 내용 : 22종 23책 선정, 공공도서관 222개관
- 2012년 대활자본을 활용한 노인 독서 활성화 사업[8]

- 내용 : 22종 22책 선정, 이동도서관을 운영중인 공공도서관과 대표도서관 121개관
- 2011년 대활자본을 이용한 노인 독서 활성화 사업[9]

- 내용 : 21종 22책 선정, 이동도서관을 운영중인 공공도서관과 대표도서관 150개관
- 2010년 문학관, 도서관에 문학작가 파견 사업[10]

- 내용 : 도서관 문학작가 파견 사업 하위 사업으로 대활자본 제작 보급
- 2009년 문학관, 도서관에 문학작가 파견 사업[3]

- 내용 : 도서관 문학작가 파견 사업 하위 사업으로 대활자본 제작 보급

## 선정도서 목록
- 이 사업으로 2009년부터 2018년까지 총 201종 212책의 대활자본(큰글자책)이 제작 또는 구입되어 보급되었다.[11]

### 2018년
| 번호 | 도서명                                | 저자            | 출판사             |
| ---- | ------------------------------------- | --------------- | ------------------ |
| 1    | 82년생 김지영                         | 조남주          | 민음사             |
| 2    | 경제, 알아야 바꾼다                   | 주진형          | 메디치미디어       |
| 3    | 공터에서                              | 김훈            | 해냄               |
| 4    | 길은 멀어도 마음만은                  | 류수홍          | 소수출판사         |
| 5    | 당신은 아무 일 없던 사람보다 강합니다 | 김창옥          | 수오서재           |
| 6    | 말투 하나 바꿨을 뿐인데               | 나이토 요시히토 | 유노북스           |
| 7    | 새는 날아가면서 뒤돌아보지 않는다     | 류시화          | 더숲               |
| 8    | 생각하는 힘 노자 인문학               | 최진석          | 위즈덤하우스       |
| 9    | 셈을 할 줄 아는 까막눈이 여자         | 요나스 요나손   | 열린책들           |
| 10   | 숨결이 바람 될 때                     | 폴 칼라니티     | 흐름출판           |
| 11   | 신경 끄기의 기술                      | 마크 맨슨       | 갤리온(웅진싱크빅) |
| 12   | 어떻게 살 것 인가                     | 유시민          | 아름다운사람들     |
| 13   | 어머님이 들려주시던 노래1             | 성석제          | 창비               |
| 14   | 어머님이 들려주시던 노래2             | 성석제          | 창비               |
| 15   | 예언                                  | 김진명          | 새움               |
| 16   | 오돌할멈 손자 오돌이                  | 이호철          | 지성사             |
| 17   | 오직 두 사람                          | 김영하          | 문학동네           |
| 18   | 운을 읽는 변호사                      | 니시나카 쓰토무 | 알투스             |
| 19   | 의사가 체험으로 말하는 요료법         | 김정희          | 산수야             |
| 20   | 인간과 문화의 무지개다리              | 이케다 다이사쿠 | 연합뉴스동북아센터 |
| 21   | 종의 기원                             | 정유정          | (주)은행나무       |
| 22   | 혼자 잘해주고 상처받지 마라           | 유은정          | 21세기북스         |

### 2017년
| 번호 | 도서명                          | 저자                  | 출판사               |
| ---- | ------------------------------- | --------------------- | -------------------- |
| 1    | 20년 당뇨 이렇게 극복했다!      | 김태호                | 도서출판점자         |
| 2    | 나이듦 수업                     | 고미숙                | 서해문집             |
| 3    | 내 몸 아프지 않는 기적의 건강법 | 김명호                | 산수야               |
| 4    | 내 인생에 용기가 되어준 한마디  | 정호승                | 김영사(비채)         |
| 5    | 돈보다 운을 벌어라              | 김승호                | 쌤앤파커스           |
| 6    | 두근두근 내 인생1               | 김애란                | 창비                 |
| 7    | 두근두근 내 인생2               | 김애란                | 창비                 |
| 8    | 딸에게 주는 레시피              | 공지영                | 한겨레출판사         |
| 9    | 백년을 살아보니                 | 김형석                | 덴스토리             |
| 10   | 법륜 스님의 행복                | 법륜                  | 나무의마음(문학동네) |
| 11   | 살아온 기적 살아갈 기적         | 장영희                | 샘터사               |
| 12   | 성인을 위한 이솝우화            | 이솝                  | 원앤원콘텐츠그룹     |
| 13   | 시간을 파는 상점                | 김선영                | 자음과모음           |
| 14   | 시민의 교양                     | 채사장                | 웨일북               |
| 15   | 오늘 내가 사는 게 재미있는 이유 | 김혜남                | 웅진씽크빅(갤리온)   |
| 16   | 오베라는 남자                   | 프레드릭 베크만       | 다산책방             |
| 17   | 와인, 어떻게 즐길까             | 김준철                | 살림                 |
| 18   | 완벽하지 않은 것들에 대한 사랑  | 혜민                  | 수오서재             |
| 19   | 이시형 박사의 둔하게 삽시다     | 이시형                | 한국경제신문         |
| 20   | 인생견문록                      | 김홍신                | 해냄                 |
| 21   | 인생이 빛나는 정리의 마법       | 곤도 마리에           | 더난콘텐츠그룹       |
| 22   | 제4차 산업혁명                  | 클라우스 슈바프       | 메가북스(새로운현재) |
| 23   | 처음처럼                        | 신영복                | 돌베개               |
| 24   | 한국인만 모르는 다른 대한민국   | 임마누엘 페스트라이쉬 | 북이십일             |

### 2016년
| 번호 | 도서명                              | 저자          | 출판사         |
| ---- | ----------------------------------- | ------------- | -------------- |
| 1    | 1인 1기 : 당신의 노후를 바꾸는 기적 | 김경록        | 더난출판사     |
| 2    | 그때장자를만났다                    | 강상구        | 흐름출판       |
| 3    | 나, 박문수                          | 이기담        | 옥당           |
| 4    | 나이 드는 데도 예의가 필요하다      | 고광애        | 바다출판사     |
| 5    | 나이든다는 것과 늙어간다는 것       | 빌헬름 슈미트 | 책세상         |
| 6    | 내 마음 다치지 않게                 | 설레다        | 알에이치코리아 |
| 7    | 내가 혼자 여행하는 이유             | 카트린 지타   | 걷는나무       |
| 8    | 속죄나무 1                          | 존 그리샴     | 문학수첩       |
| 9    | 속죄나무 2                          | 존 그리샴     | 문학수첩       |
| 10   | 어떤 하루                           | 신준모        | 프롬북스       |
| 11   | 언제 들어도 좋은 말                 | 이석원        | 그책           |
| 12   | 징비록                              | 유성룡        | 서해문집       |
| 13   | 창문 넘어 도망친 100세 노인         | 요나스 요나손 | 열린책들       |
| 14   | 채식주의자                          | 한강          | 창비           |
| 15   | 투명인간                            | 성석제        | 창비           |

### 2015년
| 번호 | 도서명                                           | 저자                         | 출판사               |
| ---- | ------------------------------------------------ | ---------------------------- | -------------------- |
| 1    | 28                                               | 정유정                       | (주)은행나무         |
| 2    | 고금소총: 조선선비들의 사랑과 해학               | 정상우                       | 다문                 |
| 3    | 꽃잎이 떨어져도 꽃은 지지 않네                   | 법정 최인호                  | 여백                 |
| 4    | 내가 알고 있는 걸 당신도 알게 된다면             | 칼 필레머                    | 토네이도             |
| 5    | 높고 푸른 사다리                                 | 공지영                       | 한겨레출판           |
| 6    | 당신은 가고 나는 여기                            | 고민실 외                    | 어른의시간           |
| 7    | 뒤뜰에 골칫거리가 산다                           | 황선미                       | 사계절               |
| 8    | 말들이 돌아오는 시간                             | 나희덕                       | 문학과지성사         |
| 9    | 멈추면, 비로소 보이는 것들                       | 혜민                         | 쌤앤파커스           |
| 10   | 미움받을 용기                                    | 기시미 이치로, 고가 후미타케 | 인플루엔셜           |
| 11   | 법정 스님 숨결                                   | 변택주                       | 큰나무               |
| 12   | 별을 스치는 바람 1                               | 이정명                       | (주)은행나무         |
| 13   | 별을 스치는 바람 2                               | 이정명                       | (주)은행나무         |
| 14   | 색채의 상징, 색채의 심리                         | 박영수                       | 살림                 |
| 15   | 신의 죽음                                        | 김진명                       | 새움                 |
| 16   | 싸드                                             | 김진명                       | 새움                 |
| 17   | 외로우니까 사람이다                              | 정호승                       | 열림원               |
| 18   | 우리 그림, 그려볼까요?                           | 신하순 외                    | 서울대학교출판문화원 |
| 19   | 仁과 禮 - 다산의 논어 해석                       | 금장태                       | 서울대학교출판문화원 |
| 20   | 인생                                             | 최인호                       | 여백                 |
| 21   | 하버드 교양 강의 : 하버드생들은 무엇을 배우는가? | 스티븐 핑거 외               | 김영사               |
| 22   | 희망이 된 인문학                                 | 김호연                       | 살림                 |

### 2014년
| 번호 | 도서명                                        | 저자            | 출판사           |
| ---- | --------------------------------------------- | --------------- | ---------------- |
| 1    | 갈매나무 시인 백석                            | 이숭원          | 살림             |
| 2    | 꾸뻬 씨의 행복 여행                           | 프랑수아 를로르 | 오래된미래       |
| 3    | 나는 죽을 때까지 재미있게 살고 싶다           | 이근후          | 갤리온           |
| 4    | 나는 천국을 보았다                            | 이븐 알렉산더   | 김영사           |
| 5    | 노란집                                        | 박완서          | 열림원           |
| 6    | 당신을 만난 건 축복입니다                     | 청전            | 휴               |
| 7    | 대한민국 최고의 명의가 들려주는 요통과 디스크 | 정선근          | 서울대학교출판부 |
| 8    | 대한민국최고의 명의가 들려주는 위암           | 양한광          | 서울대학교출판부 |
| 9    | 못 가본 길이 더 아름답다 : 박완서 산문집      | 박완서          | 현대문학         |
| 10   | 박종화 시선                                   | 박종화          | 지식을만드는지식 |
| 11   | 사는 맛 사는 멋 : 황창연 신부의 행복강의      | 황창연          | 바오르딸         |
| 12   | 선비가 사랑한 나무                            | 강판권          | 한겨레출판       |
| 13   | 세계지도의 역사와 한반도 발견                 | 김상근          | 살림             |
| 14   | 세월을 새긴 글, 자서전                        | 한경혜 외       | 서울대학교출판부 |
| 15   | 소금                                          | 박범신          | 휴               |
| 16   | 야간비행                                      | 생텍쥐페리      | 지식을만드는지식 |
| 17   | 어느 날, 백수                                 | 정운현          | 비아북           |
| 18   | 오리엔탈리즘의 역사                           | 전진농          | 살림             |
| 19   | 용혜원의 사랑시집                             | 용해원          | 책만드는집       |
| 20   | 인생수업                                      | 법륜            | 한겨레출판       |
| 21   | 정글만리1                                     | 조정래          | 해냄             |
| 22   | 정글만리2                                     | 조정래          | 해냄             |
| 23   | 정글만리3                                     | 조정래          | 해냄             |
| 24   | 제3기 인생, 운동으로 지키는 건강              | 김선진 외       | 서울대학교출판부 |

### 2013년
| 번호 | 도서명                             | 저자                | 출판사               |
| ---- | ---------------------------------- | ------------------- | -------------------- |
| 1    | 꼭 알아야 하는 미래 질병 10가지    | 우정헌              | 살림                 |
| 2    | 내려놓음                           | 이용규              | 규장(규장문화사)     |
| 3    | 노년의 즐거움                      | 김열규              | 비아북               |
| 4    | 뇌를 젊게 하는 8가지 습관          | 마이클 겔브 외      | 청림life             |
| 5    | 몸이 젊어지는 기술                 | 오타 시게오         | 청림life             |
| 6    | 배려                               | 한상복              | 위즈덤하우스         |
| 7    | 식탁에서 나누는 바이오이야기       | 양철학              | 서울대학교출판문화원 |
| 8    | 암 올바로 알고 제대로 예방하기     | 유근영              | 서울대학교출판문화원 |
| 9    | 어떻게 원하는 것을 얻는가          | 스튜어트 다이아몬드 | 도서출판세계사       |
| 10   | 여자를 위한 인생 10강              | 신달자              | 민음사               |
| 11   | 왜 그 음식은 먹지 않을까           | 정한진              | 살림                 |
| 12   | 외면하는 벽                        | 조정래              | 해냄                 |
| 13   | 인류의 역사를 뒤바꾼 위대한 생각들 | 황광우              | 비아북               |
| 14   | 장수를 위한 구강관리               | 고흥섭 외           | 서울대학교출판문화원 |
| 15   | 전통 명품의 보고, 규장각           | 신병주              | 살림                 |
| 16   | 조선 왕을 말하다 1                 | 이덕일              | 위즈덤하우스         |
| 17   | 조선 왕을 말하다 2                 | 이덕일              | 위즈덤하우스         |
| 18   | 주역과 운명                        | 심의용              | 살림                 |
| 19   | 죽을 때 후회하는 스물다섯 가지     | 오츠 슈이치         | 21세기북스           |
| 20   | 천국에서 온 편지                   | 최인호              | 누보(여백미디어)     |
| 21   | 칭찬은 고래도 춤추게 한다          | 켄 블랜차드         | 21세기북스           |
| 22   | 한옥                               | 박명덕              | 살림                 |
| 23   | 화                                 | 틱낫한              | 명진출판사           |

### 2012년
| 번호 | 도서명                                         | 저자                | 출판사               |
| ---- | ---------------------------------------------- | ------------------- | -------------------- |
| 1    | 7년의 밤                                       | 정유정              | (주)은행나무         |
| 2    | 동서양 철학 콘서트: 동양철학 편                | 성태용 외           | 이숲                 |
| 3    | 동서양 철학 콘서트: 서양철학 편                | 엄정식 외           | 이숲                 |
| 4    | 발 주물러 병 고치기                            | 민족의학연구원 엮음 | ㈜도서출판 점자      |
| 5    | 사상의학 바로 알기                             | 장동민              | 살림                 |
| 6    | 신용하교수의 독도이야기                        | 신용하              | 살림                 |
| 7    | 어르신을 위한 우리동네 UCC스타되기             | 정효정 외           | 교학사㈜             |
| 8    | 어른 노릇 사람 노릇                            | 박완서              | ㈜도서출판 점자      |
| 9    | 엄마 수업                                      | 법륜                | 휴(한겨레출판)       |
| 10   | 여행이야기                                     | 이진홍              | 살림                 |
| 11   | 열혈청춘                                       | 강경란 외           | 휴(한겨레출판)       |
| 12   | 우리 몸의 노화                                 | 박상철              | 서울대학교출판문화원 |
| 13   | 운명을 읽는 코드 열두 동물                     | 천진기              | 서울대학교출판문화원 |
| 14   | 이 세상 살지 말고 영원한 행복의 나라 가서 살자 | 우명                | 참출판사(마음하나)   |
| 15   | 인생의 선용                                    | 존 러보크           | 종합출판 범우㈜      |
| 16   | 장자                                           | 노자                | 종합출판 범우㈜      |
| 17   | 조선왕들의 생로병사                            | 강영민              | ㈜도서출판 점자      |
| 18   | 조선의 명의들                                  | 김호                | 살림                 |
| 19   | 중국의 고구려사 왜곡                           | 최광식              | 살림                 |
| 20   | 중년의 사회학                                  | 정성호              | 살림                 |
| 21   | 중용.대학                                      | 자사                | 종합출판 범우㈜      |
| 22   | 평생감사                                       | 전광                | 생명의말씀사         |

### 2011년
| 번호 | 도서명                               | 저자               | 출판사                |
| ---- | ------------------------------------ | ------------------ | --------------------- |
| 1    | 9988하게 사는 법                     | 류성렬             | 에세이퍼블리싱        |
| 2    | 걸을수록 뇌가 젊어진다               | 오시마 기요시      | 전나무숲              |
| 3    | 그 많던 싱아는 누가 다 먹었을까      | 박완서             | 웅진지식하우스        |
| 4    | 긍정의 힘                            | 조엘 오스틴        | 두란노                |
| 5    | 길 위에서 만난 공자                  | 임진호 외          | 북스힐                |
| 6    | 내가 사랑하는 사람                   | 정호승             | 열림원                |
| 7    | 노년에 인생의 길을 묻다              | 어르신사랑연구모임 | 궁리                  |
| 8    | 노자 도덕경                          | 노자               | 범우                  |
| 9    | 마지막인사                           | 이건영             | 휴먼앤북스            |
| 10   | 불새 (전2권)                         | 최인호             | 여백                  |
| 11   | 사랑하라 한번도 상처받지 않은 것처럼 | 류시화             | 오래된미래            |
| 12   | 셋을 위한 왈츠                       | 윤이형             | 문학과지성사          |
| 13   | 스님의 주례사                        | 법륜               | 휴                    |
| 14   | 신문에서 읽은 수학이야기             | 김인수             | 북스힐                |
| 15   | 아름다운 노후를 위한 정신건강        | 조맹제             | 서울대학교 출판문화원 |
| 16   | 여럿이 함께 숲으로 가는 길           | 신영복             | 서울대학교 출판문화원 |
| 17   | 유쾌하게 나이드는 법 58              | 로저 로젠블라트    | 나무생각              |
| 18   | 인문학 콘서트                        | 김경동 외          | 이숲                  |
| 19   | 조선 왕을 말하다 : 역사평설          | 이덕일             | 역사의아침            |
| 20   | 한권으로 읽는 조선왕조실록           | 박영규             | 웅진지식하우스        |
| 21   | 행복의 정복                          | 버트런드 러셀      | 문예출판사            |

### 2010년
| 번호 | 도서명                                 | 저자          | 출판사            |
| ---- | -------------------------------------- | ------------- | ----------------- |
| 1    | 길 위에서 만난 사람들                  | 전상국        | 도서출판 이치     |
| 2    | 노자가 쓴 우파니샤드                   | 유정현        | 에세이퍼블리싱    |
| 3    | 논어, 그 일상의 정치 (전2권)           | 정천구        | 산지니            |
| 4    | 다시 그 강가에 서다                    | 제프 탈라리고 | 소수출판사        |
| 5    | 맛있는 한국사 인물전                   | 양창진        | 이숲              |
| 6    | 바르게 산 자들이 누리는 행복           | 정영배        | 전남대학교 출판부 |
| 7    | 서교수의 남원, 지리산 이야기           | 서정섭        | 북스힐            |
| 8    | 서울을 거닐며 사라져가는 역사를 만나다 | 권기봉        | (주)도서출판 점자 |
| 9    | 수학은 자유다                          | 신기영        | 북스힐            |
| 10   | 우리 한시                              | 신연우        | 도서출판 이치     |
| 11   | 우리가 보는 마지막 풍경                | 전상국        | 북스힐            |
| 12   | 조선의 글쟁이들                        | 문효          | (주)도서출판 점자 |
| 13   | 지도 밖으로 행군하라                   | 한비야        | (주)도서출판 점자 |
| 14   | 채근담                                 | 홍자성        | 범우              |
| 15   | 테하차피의 달                          | 조갑상        | 산지니            |

### 2009년
| 번호 | 도서명                                | 저자                         | 출판사                |
| ---- | ------------------------------------- | ---------------------------- | --------------------- |
| 1    | 5070 두뇌 트레이닝을 위한 시니어 수학 | 고호경 외 시니어 수학 연구진 | 북스힐                |
| 2    | 나는 늙은농부에 미치지 못하네         | 이병철                       | (주)도서출판 점자     |
| 3    | 나는 이렇게 나이들고 싶다             | 소노 아야코                  | 도서출판 리수         |
| 4    | 늙는다는 것 죽는다는 것               | 홍사중                       | (주)도서출판 점자     |
| 5    | 명상록                                | 마르쿠스 아우렐리우스        | 범우                  |
| 6    | 삶 속에 흐르는 행복의 메아리          | 정영배                       | 전남대학교 출판부     |
| 7    | 새로 시작하는 제3기 인생              | 최성재                       | 서울대학교 출판문화원 |
| 8    | 세월과 마음                           | 김민희 외                    | 서울대학교 출판문화원 |
| 9    | 아름다운 노후를 위한 정신건강         | 조맹제                       | 서울대학교 출판문화원 |
| 10   | 오래사는 병 당뇨                      | 이영만                       | (주)도서출판 점자     |
| 11   | 왕의 투쟁 (전2권)                     | 함규진                       | (주)도서출판 점자     |
| 12   | 의사가 권하는 노년기 건강관리         | 김명호                       | 산수야                |
| 13   | 이퇴계의 활인심방                     | 정숙                         | 범우                  |
| 14   | 인간의 본성에 대한 풍자 511           | 라로슈푸코                   | 나무생각              |
| 15   | 인생연가                              | 정영배                       | 전남대학교 출판부     |
| 16   | 제3기 인생, 디지털 날개를 달자        | 김성준                       | 서울대학교 출판문화원 |
| 17   | 차의 책                               | 오카쿠라 텐신                | 산지니                |
| 18   | 친절한 복희씨                         | 박완서                       | 문학과지성사          |
| 19   | 하룻밤에 읽는 한국사 (전2권)          | 최용범                       | (주)도서출판 점자     |
| 20   | 활기찬 노년을 위한 여가활동           | 김동진                       | 서울대학교 출판문화원 |